# Советка
Сове́тка — слобода в Неклиновском районе Ростовской области.
Административный центр Советинского сельского поселения.

## Население
| 2010 |
| ---- |
| 899  |

## Улицы
| - ул. Болдырева, - ул. Гоголя, - ул. Горького, - ул. Заречная, - ул. Мира, - ул. Молодёжная, | - ул. Набережная, - ул. Новикова, - пр. Октябрьский, - ул. Первомайская, - пр. Победы, - ул. Пушкина, | - ул. Социалистическая, - ул. Спортивная, - ул. Степная, - ул. Тупиковая, - ул. Школьная. |